# International Federation for Information Processing
Die International Federation for Information Processing (IFIP) ist eine internationale Informatikorganisation. Sie richtet u. a. verschiedene Konferenzen, wie z. B. den World Computer Congress oder die International Conference on Functional Programming (ICFP) aus.
Es handelt sich um eine gemeinnützige Nichtregierungsorganisation, die als Dachorganisation
für eine Vielzahl nationaler Informatikgesellschaften dient.
Gegründet wurde sie 1960 unter Schirmherrschaft der UNESCO, als ein Resultat des ersten World Computer Congress in Paris, 1959. Mitgründer und erster Präsident war Isaac Levin Auerbach. Der Sitz befindet sich in Laxenburg (Österreich).

## Hauptziele
- Förderung internationaler Zusammenarbeit
- Anregung von Forschung und Entwicklung
- Förderung von Bildung
- Verbreitung von Information

## Zusammenarbeit mit anderen internationalen Organisationen
- UNO, insb. UNESCO
- IFAC (International Federation of Automatic Control)
- IMACS (International Association for Mathematics and Computers in Simulation)
- IFORS (International Federation of Operational Research Societies)
- IMEKO (International Measurement Confederation)